# Ommatius distinctus
Ommatius distinctus är en tvåvingeart som beskrevs av Ricardo 1918. Ommatius distinctus ingår i släktet Ommatius och familjen rovflugor. Inga underarter finns listade i Catalogue of Life.